# 浮窺

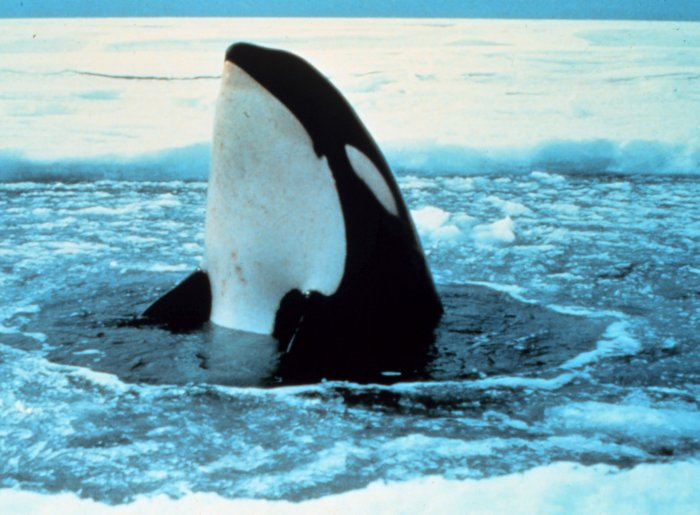
浮窺中的虎鯨

浮窺（Spyhopping）是指鯨豚將頭部與胸鰭揚升出水，然後再逐漸地下沉、隱沒於海中的动作。其可能目的在於環顧四周。一些熟悉的鯨豚類如虎鯨、抹香鯨等，皆有浮窺行為。